# Свобода волі в релігії
Свобода волі в релігії є важливою частиною дебатів про свободу волі в цілому. Релігії дуже різняться у своїх відповідях на стандартний аргумент проти свободи волі, а отже, можуть апелювати до будь-якої кількості відповідей на парадокс свободи волі - твердження, що всезнання і свобода волі несумісні. Загалом, цей вираз означає свободу вибору, вільні рішення, дані Богом людині. Це благо і дар Божий. Більшість віряни розуміють, що свобода волі - це здатність вибирати між Добром і Злом. У релігійній сфері свобода волі може означати, що всемогутнє божество не нав'язує свою владу над індивідуальною волею і вибором. Це питання обговорюється в етиці, психології, філософії та науці.

## Загальний огляд
Богословську доктрину божественної всевідучісті часто звинувачують у колізіях зі свободою волі, особливо в кальвіністських колах: якщо Бог точно знає, що станеться (аж до кожного вибору, який робить людина), то, здавалося б, "свобода" цього вибору ставиться під сумнів.
Ця проблема пов'язана з аналізом Арістотелем проблеми морської битви: завтра або буде, або не буде морської битви. Відповідно до закону виключеного третього, здається, є два варіанти. Якщо морська битва буде, то це означає, що ще вчора було правдою те, що вона буде. Отже, необхідно, щоб морська битва відбулася. Якщо її не буде, то, за аналогічним міркуванням, необхідно, щоб вона не відбулася. Це означає, що майбутнє, яким би воно не було, повністю фіксоване минулими істинами: істинними твердженнями про майбутнє (робиться детермінований висновок: по-іншому не могло бути).
Однак деякі філософи слідом за Вільямом Оккамом (бл. 1287 - 1347) вважають, що необхідність і можливість визначаються стосовно певного моменту часу і певної матриці емпіричних обставин, і тому те, що є лише можливим з точки зору одного спостерігача, може бути необхідним з точки зору всевідця. Деякі філософи слідом за Філоном вважають, що свобода волі є властивістю людської душі, а отже, що нелюдські тварини не мають свободи волі.

## Загальні засоби захисту
Єврейська філософія підкреслює, що свобода волі є продуктом внутрішньої людської душі, використовуючи слово нешама (від івритського кореня n.sh.m. або .נ.ש.מ, що означає "дихання"), але здатність робити вільний вибір - через єхиду (від івритського слова "яхид", יחיד, однина), частину душі, яка з'єднана з Богом, єдиною істотою, якій не перешкоджають і яка не залежить від причин і наслідків (таким чином, свобода волі не належить до сфери фізичної реальності, і очікувано, що натурфілософія не в змозі її пояснити).
В ісламі богословська проблема зазвичай полягає не в тому, як узгодити свободу волі з Божою всевідучістю, а з Божим джабром або божественною владою. Абу Хасан аль-Аш'арі розробив "набуття" (англ. acquisition) або "двоагентську" (англ. dual-agency) форму компромісу, в якій стверджувалася як людська свобода волі, так і божественний джабр, і яка стала наріжним каменем панівної позиції ашаритів. У шиїтському ісламі розуміння аш'арі як вищої рівноваги щодо приречення оскаржується більшістю богословів. Свобода волі, згідно з ісламською доктриною, є головним чинником відповідальності людини за свої вчинки впродовж життя. Вважається, що всі дії, вчинені людиною з власної волі, будуть зараховані під час Судного дня, оскільки вони є її власними, а не Божими.
Філософ Сьорен К'єркегор стверджував, що божественна всемогутність не може бути відокремлена від божественної доброти. Як справді всемогутня і добра істота, Бог міг би створити істот зі справжньою свободою над Богом. Щобільше, Бог добровільно зробив би це, тому що "найбільше благо... яке можна зробити для істоти, більше, ніж будь-що інше, що можна зробити для неї, - це бути по-справжньому вільним". Захист свободи волі Елвіна Плантинга є сучасним розширенням цієї теми, додаючи, як Бог, свобода волі й зло узгоджуються між собою.

## Християнство

### У Біблії
Авторитетні вчені, які займаються вивченням свободи волі в стародавньому світі, одностайні в тому, що її не можна знайти в Біблії. Провідний дослідник теми свободи волі в античності, Міхаель Фреде (нім. Michael Frede), зауважив, що "свобода і вільна воля не зустрічаються ані в Септуагінті, ані в Новому Завіті й, мабуть, прийшли до християн переважно зі стоїцизму". Фред писав, що він не знайшов ні мови свободи волі, ні навіть будь-якого припущення про неї в Новому Завіті. На думку Фреда, ранні отці Церкви, безсумнівно, розвинули своє вчення про свободу волі від язичників. Інший оксфордський вчений, доктор Алістер МакГрат (англ. Alister McGrath), повністю погоджується з Фредом: "Термін "свобода волі" не є біблійним, а походить зі стоїцизму. Він був введений в західне християнство богословом другого століття Тертуліаном". Інший дослідник, Троельс Енгберг-Педерсен, однозначно наполягає на тому, що "Павло твердо вірив у божественну детермінацію як невіддільну частину всієї його концепції Бога".

### Неявний аргумент
З усім тим, багато хто стверджує, що в Біблії є "неявний" доказ наявності свободи волі. Найбільш фундаментальним джерелом для цього є гріхопадіння Адама і Єви, яке сталося через їхній "свідомо обраний" непослух Богу.
Дехто стверджує, що "свобода" і "свобода волі" можуть розглядатися як одне ціле, оскільки ці два терміни зазвичай використовуються як синоніми, проте існують широкі розбіжності у визначеннях цих двох термінів. Через ці розбіжності християнський філософ Мортимер Адлер (англ. Mortimer Adler) дійшов висновку, що для ясності в цьому питанні необхідно розмежувати три види свободи, а саме: свободу, свободу волі й волю:
(1) Непряма свобода - це "свобода від примусу або обмеження", що перешкоджає діяти за власним бажанням.
- У Біблії непряма свобода була дарована ізраїльтянам під час Виходу з єгипетського рабства[25].

(2) Природна свобода (також відома як вольова свобода) - це свобода визначати власні "рішення чи плани". Природна свобода притаманна всім людям, за будь-яких обставин і "незалежно від будь-якого стану розуму чи характеру, який вони можуть набути чи не набути протягом свого життя".
- Інші богослови, паралельно з Адлером, вважають, що все людство від природи володіє "вільним вибором волі"[27]. Якщо під "вільною волею" розуміти необмежений і добровільний вибір, то Біблія припускає, що всі люди, як відроджені, так і не відроджені, володіють нею[28]. Наприклад, про "вільну волю" говориться в Матвія 23:37 і Об'явлення 22:17.[29]

(3) Набута свобода - це свобода "жити так, як [людина] повинна жити", свобода, яка вимагає перетворення, завдяки якому людина набуває праведного, святого, здорового і т.д. "стану душі або характеру". "стан душі або характеру".
- Біблія свідчить про необхідність набутої свободи, оскільки ніхто "не є вільний для послуху і віри, доки не звільниться від панування гріха". Люди володіють природною свободою, але їхній "добровільний вибір" служить гріху, поки вони не здобудуть свободу від "панування гріха". Новий Біблійний словник позначає цю набуту свободу для "послуху і віри" як "свободу волі" в богословському сенсі[28]. Тому в біблійному мисленні набута свобода від "поневолення гріхом" необхідна "для того, щоб жити згідно з заповідями Ісуса про любов до Бога і ближнього"[31].
- Ісус сказав своїм слухачам, що вони повинні стати "справді вільними" (Івана 8:36). "Справді вільні [ontós]" означає "справді вільні" або "дійсно вільні", як це є в деяких перекладах.[32] Бути "справді вільними" означає бути вільними від "рабства гріха".[33] Ця набута свобода є "свободою служити Господу".[34] Бути "справді вільними" (тобто справжньою свободою) приходить завдяки тому, що "Бог змінює нашу природу", щоб звільнити нас від "рабів гріха" і наділити нас "свободою вибирати, щоб бути праведними".

### Римо-католицтво
У сучасності Римо-Католицької Церкви повсюдно приймає ідею свободи волі, але, як правило, не розглядає свободу волі як таку, що існує окремо від благодаті або всупереч їй. Згідно з Римо-Католицькою Церквою "Для Бога всі моменти часу присутні у своїй безпосередності. Тому, коли він встановлює свій вічний план "приречення", він включає в нього вільну відповідь кожної людини на його благодать". Тридентський собор проголосив, що "вільна воля людини, рухома і збуджена Богом, може за своєю згодою співпрацювати з Богом, Який збуджує і запрошує її до дії; і що таким чином вона може розпоряджатися і готувати себе до отримання благодаті виправдання. Воля може чинити опір благодаті, якщо захоче. Вона не схожа на безжиттєву річ, яка залишається суто пасивною. Ослаблена і зменшена гріхопадінням Адама, вільна воля все ж не знищена в гріхопадінні (Sess. VI, cap. i і v)".
В епоху перших єзуїтів у католицизмі виник рух під назвою янсенізм, який суперечив єзуїтському вченню про свободу волі. Прихильником цього богослов'я був французький філософ Блез Паскаль. Сучасних прихильників янсенізму немає.
Святий Августин і Тома Аквінський багато писали про свободу волі, причому Августин зосередився на важливості свободи волі у своїх відповідях маніхейцям, а також на обмеженості концепції необмеженої свободи волі як заперечення благодаті у своїх спростуваннях Пелагія.
Катехизм Католицької Церкви стверджує, що "Свобода - це влада, яка коріниться в розумі і волі". Далі йдеться про те, що "Бог створив людину розумною істотою, наділивши її гідністю особи, яка може ініціювати і контролювати свої власні дії. Бог побажав, щоб людина була "залишена в руках своєї власної поради", щоб вона могла з власної волі шукати свого Творця і вільно осягнути його повну і благословенну досконалість, з'єднавшись з ним"." Розділ завершується роллю, яку відіграє благодать: "Дією благодаті Святий Дух виховує нас у духовній свободі, щоб зробити нас вільними співпрацівниками в його роботі в Церкві і в світі".

### Православ'я
Православна Церква дотримується вчення про синергію (συνεργός, що означає "спільна праця"), яке говорить, що людина має свободу і повинна, якщо хоче спастися, прийняти Божу благодать і працювати з нею. Святий Іван Кассіян, Отець Церкви IV століття і учень святого Івана Золотоустого, сформулював цей погляд, і всі східні Отці прийняли його. Він навчав, що "Божественна благодать необхідна для того, щоб грішник міг повернутися до Бога і жити, але людина повинна спочатку сама бажати і намагатися вибрати Бога і слухатися Його", і що "Божественна благодать необхідна для спасіння, але вона не обов'язково повинна передувати вільному людському вибору, тому що, незважаючи на слабкість людської волі, воля може взяти на себе ініціативу в напрямку до Бога".
Деякі православні християни використовують притчу про потопельника для наочної ілюстрації вчення про синергію: Бог з корабля кидає потопаючому мотузку, витягує його, рятуючи, а людина, якщо хоче врятуватися, повинна міцно триматися за мотузку, пояснюючи це тим, що спасіння є даром Божим і людина не може врятуватися сама, а також тим, що людина повинна співпрацювати (синергія) з Богом у процесі спасіння.
Федір Достоєвський, російський православний християнський письменник, запропонував багато аргументів за і проти свободи волі. Найвідоміші аргументи можна знайти в розділі "Великий інквізитор" в "Братах Карамазових", а також в його творі "Записки з підпілля". Він також розробив аргумент, що самогубство, якщо воно ірраціональне, насправді є підтвердженням свободи волі. Що стосується аргументу, представленого в розділі "Бунт" "Братів Карамазових", про те, що страждання невинних не варті ціни свободи волі, то Достоєвський, здається, пропонує ідею апокатастасису (або вселенського примирення) як одне з можливих раціональних рішень.

## Мунізм
У богословській системі Церкви Об'єднання свобода волі розглядається як інтегральна властивість первісної людської душі, що відображає творче Слово Бога і функціонує виключно в межах Божого Принципу. Це вчення наголошує на нерозривній єдності двох вимірів свободи — внутрішнього рішення (свобода волі) та зовнішньої реалізації (свобода дії). Муністська доктрина підкреслює, що первісна душа природно спрямовує людину до добра, тому істинна свобода ніколи не суперечить божественному закону, а навпаки — знаходить своє повноцінне втілення через дотримання Принципу.
Центральним аспектом муністського розуміння свободи є її невіддільність від відповідальності та результату. Згідно з цим вченням, людина отримує "частку відповідальності", яку може виконати лише добровільно, і відтак досягти результату, який приносить радість Богу. Особливо важливим є муністське тлумачення гріхопадіння: воно стверджує, що Адам і Єва згрішили не через свободу волі як таку, а через підпорядкування силі любові, що діяла поза межами Принципу, внаслідок чого був приглушений поклик первісної душі до справжньої свободи.
Муністська есхатологія розглядає історію як процес поступового відновлення втраченої після гріхопадіння повноти свободи волі. Хоча людство частково втратило здатність реалізовувати справжню свободу, прагнення до неї збереглося як свідчення незнищенної первісної природи. Через провіденційні епохи Бог поступово відкриває Свій Принцип (Слово), щоб люди, поєднавши свободу з особистою відповідальністю, змогли відновити гармонію з Божою любов'ю та втілити кінцеву мету творення — світ загального блага, де свобода волі, свобода дії та відповідальність об'єднуються заради реалізації ідеалу любові.